# Gare de Saint-Vit
Ne doit pas être confondu avec Gare de Saint-Vith.
La gare de Saint-Vit est une gare ferroviaire française de la ligne de Dole-Ville à Belfort, située sur le territoire de la commune de Saint-Vit, dans le département du Doubs, en région Bourgogne-Franche-Comté.

## Situation ferroviaire
La gare est située au point kilométrique (PK) 387,993 de la ligne de Dole-Ville à Belfort, à 251 m d'altitude.

## Fréquentation
La fréquentation de la gare est détaillée dans le tableau ci-dessous :
| Année                     | 2015    | 2016    | 2017    | 2018    | 2019    | 2020    | 2021    | 2022    | 2023    |
| ------------------------- | ------- | ------- | ------- | ------- | ------- | ------- | ------- | ------- | ------- |
| Voyageurs                 | 205 485 | 204 056 | 156 715 | 117 759 | 125 721 | 97 734  | 112 510 | 176 102 | 179 374 |
| Voyageurs + non voyageurs | 256 856 | 255 070 | 195 894 | 147 199 | 157 152 | 122 168 | 140 637 | 220 128 | 224 217 |

## Service des voyageurs

### Accueil
La gare est équipée de distributeurs de titres de transport régionaux, installés sur les quais.

### Desserte
Cette halte est desservie par des TER Bourgogne-Franche-Comté, effectuant la liaison Besançon – Dijon.

### Intermodalité
Elle est desservie par la ligne 53 du réseau de transport en commun Ginko.

## Service des marchandises
Cette gare est ouverte au trafic fret (fret massif seulement).

## Galerie de photographies

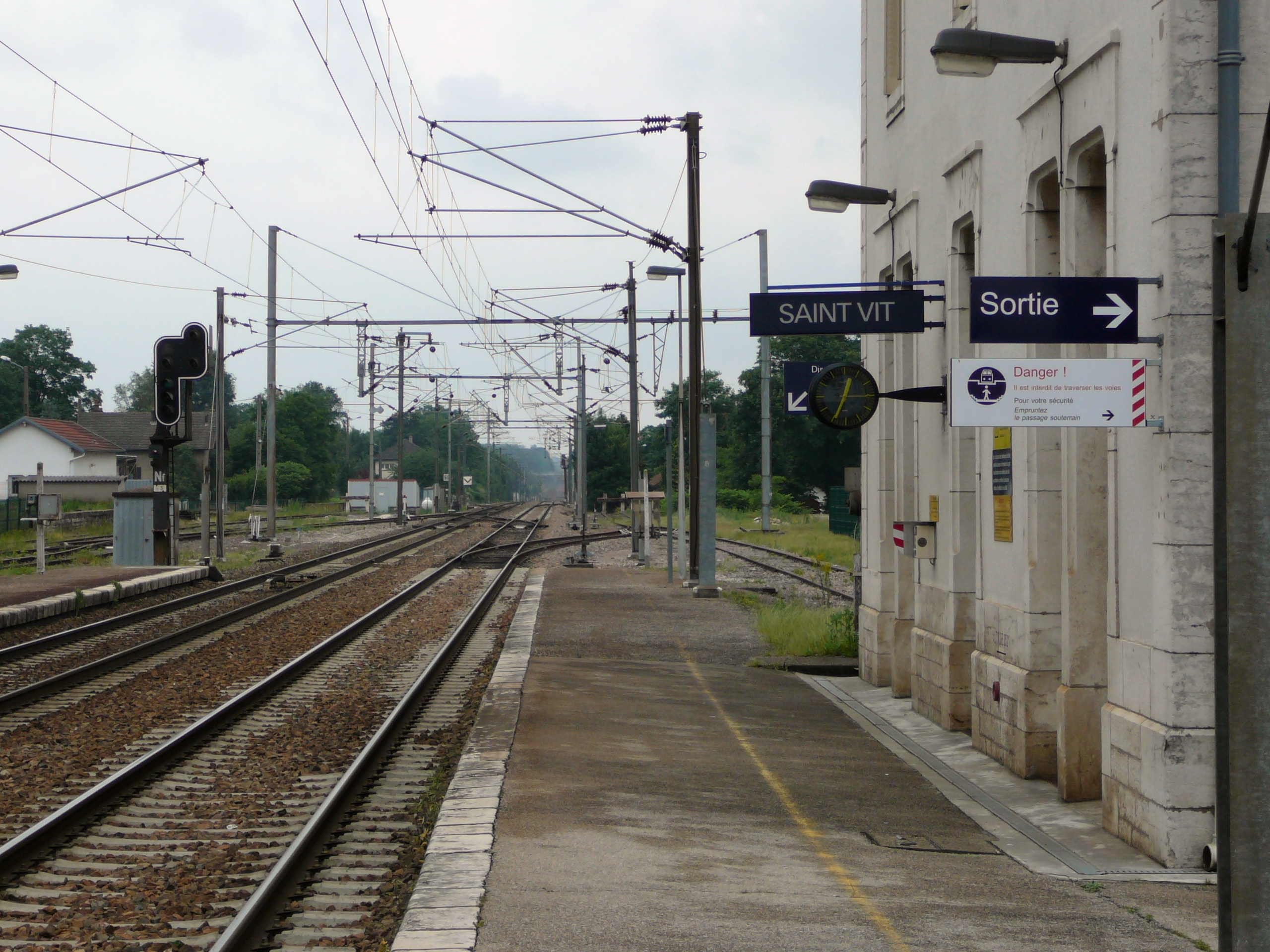
Vue en direction de Besançon (avec la voie d'évitement, pour le dépassement des trains lents).
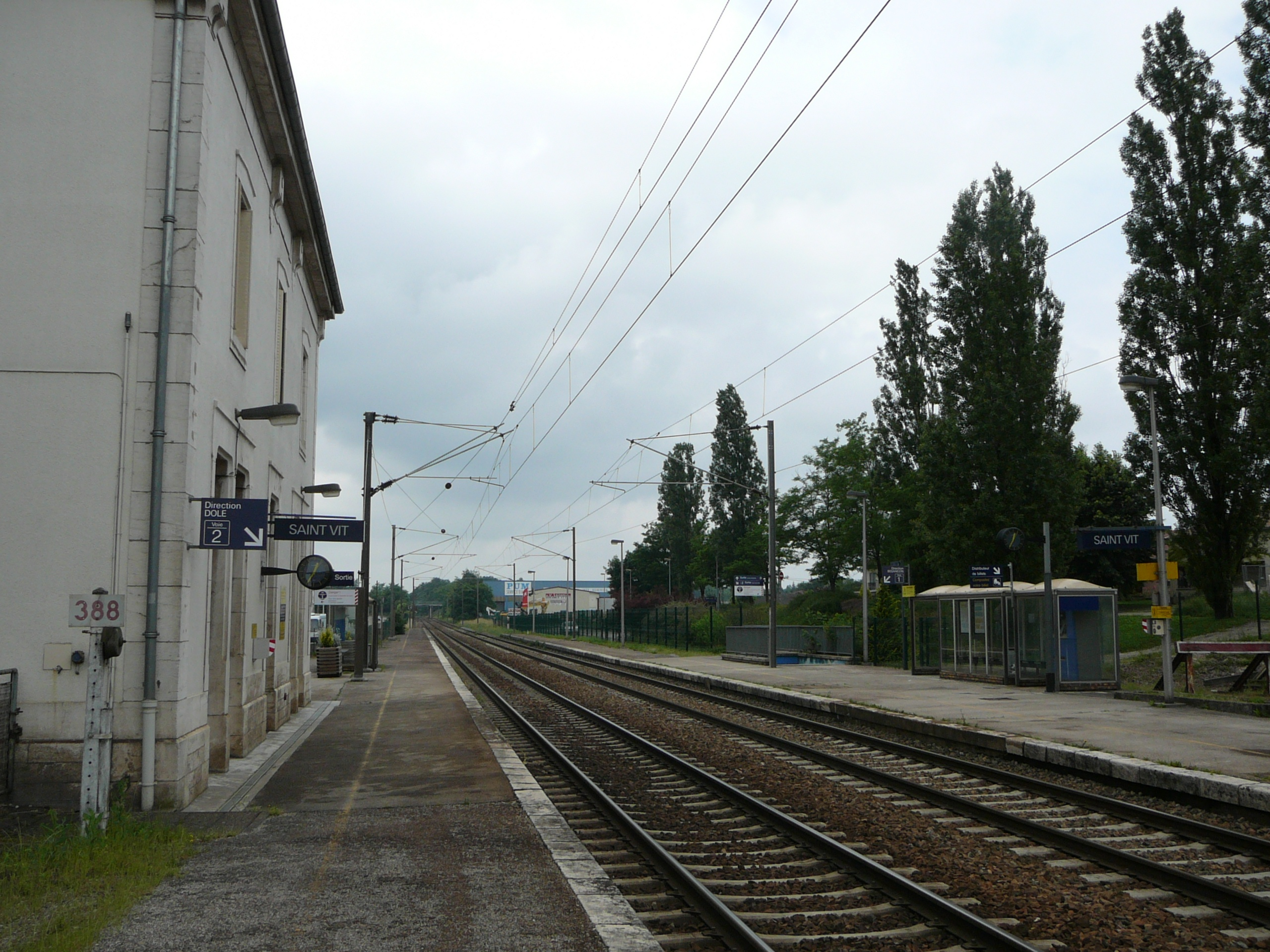
Vue en direction de Dole.
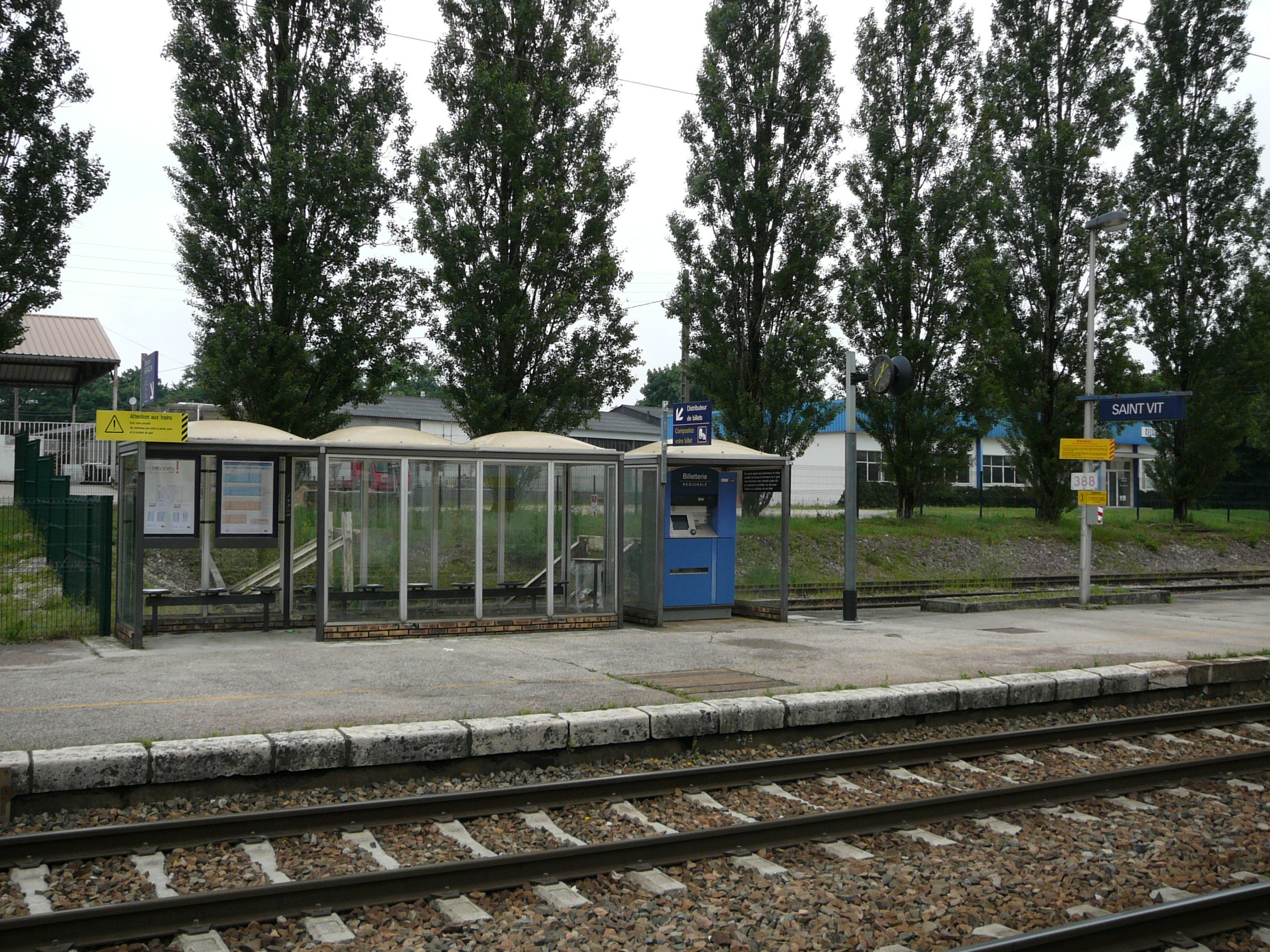
Abri sur le quai direction Besançon.
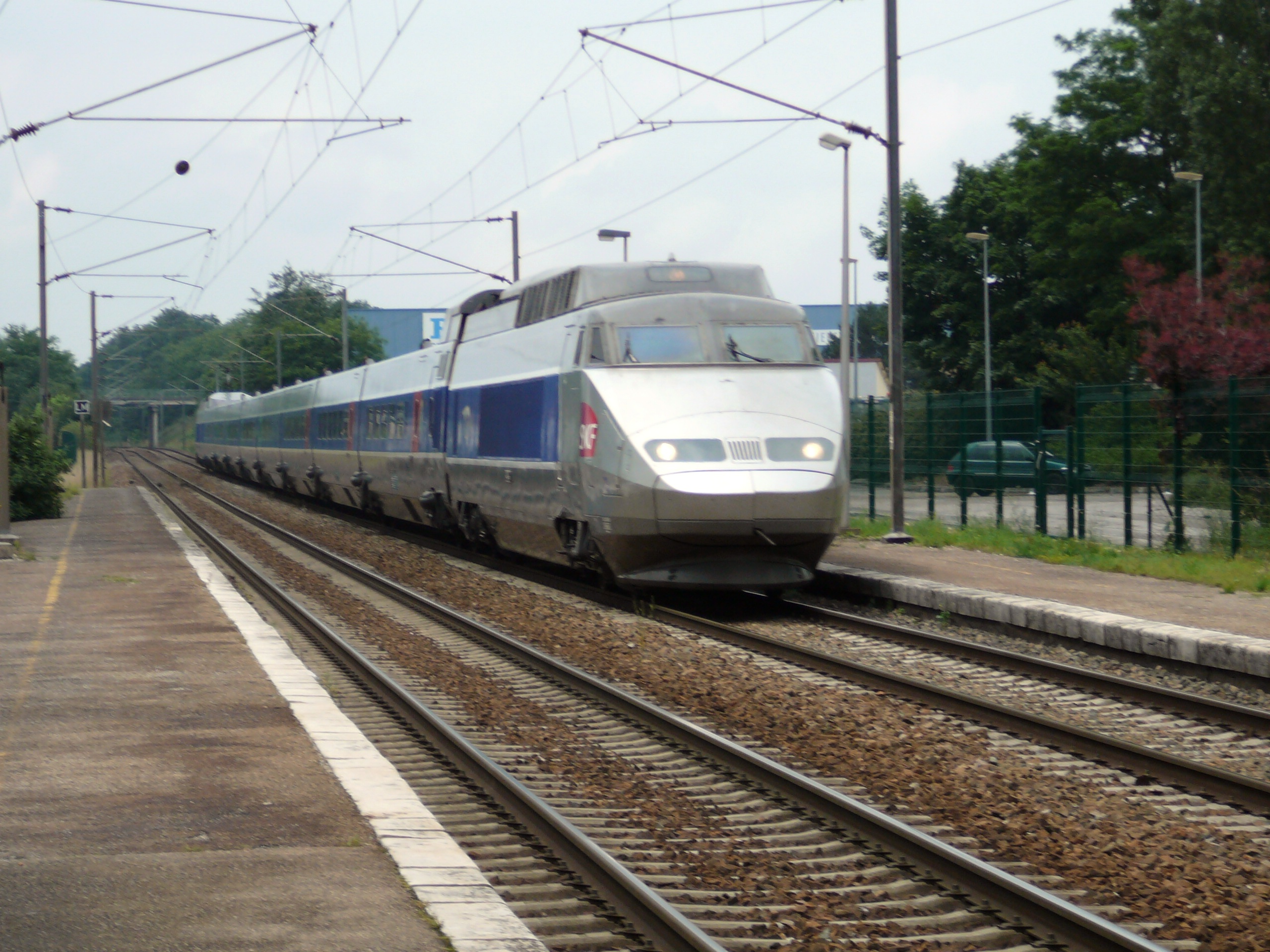
TGV Paris-Gare-de-Lyon – Besançon, passant sans arrêt en gare.